# Hunfried
Hunfried († 24. August 1051) war von 1046 bis 1051 Erzbischof von Ravenna.

## Leben
Hunfried war ein Sohn des Grafen Liutold von Mömpelgard, Sohn des Herzogs Konrad I. von Schwaben, und der Freiin Willibirg von Wülflingen (heute Stadtteil von Winterthur), die ihrem Gemahl die Herrschaft dieses Namens zubrachte. Die Familie muss Heinrich III. besonders ergeben gewesen sein. Als 1044 der Aufstand in Lothringen und Burgund gegen Heinrich losbrach, wurde Liutolds Bruder, Graf Ludwig, in seiner Feste Mömpelgard von Graf Reginold von Hochburgund, einem der Häupter des Aufstandes belagert, schlug aber diesen so entscheidend, dass Reginold sich dem König Ende Januar 1045 in Solothurn ergab. Um diese Zeit war die Gräfin Willibirg bereits Witwe. Ihr Sohn Hunfried, Domherr zu Straßburg, übergab 1044 an Bischof Wilhelm von Straßburg zu Handen der bischöflichen Kirche sein väterliches Erbgut Embrach (nicht weit von Wülflingen), nachdem er es im Landgericht des Thurgau-Grafen Bertold (von Zähringen?) gegen seine nächsten Blutsverwandten, seine Schwester Adelheid, Gemahlin des Grafen Rudolf von Achalm und deren Kinder behauptet hatte. Für seine Mutter Williberg und sich selbst behielt Hunfried lebenslange Nutznießung vor. Das in Embrach bestehende Chorherrenstift, bei dieser Schenkung ausgenommen, schenkten er und seine Schwester gemeinsam, nebst dem Dorf Sasbach im Breisgau, an die Kirche Straßburg.
Hunfried teilte die Gunst, in welcher sein Onkel und wohl auch sein Vater bei König Heinrich gestanden hatten; er trat in Heinrichs Kanzlei ein und wurde des Königs Kanzler für Italien, in welcher Stellung er seit mindestens dem 12. Juli 1045 erscheint. Des Königs Begleiter nach Italien, im Herbst 1046, wurde Hunfried von demselben im Dezember 1046 zum Erzbischof von Ravenna (an Stelle des im Mai 1046 wegen Simonie abgesetzten Witger) ernannt und am Weihnachtstag 1046 von Papst Clemens II. unmittelbar nach der Kaiserkrönung Heinrichs geweiht. Die Wahl des deutschen Landsmannes zum Erzbischof hatte ohne Zweifel den vollen Zuspruch des neuen Papstes, und wie er demselben die Auszeichnung dieser Weihe unmittelbar nach des Kaisers Krönung erwies, so wurde unter seinem Einfluss dem neuen Erzbischof Hunfried auch sofort ein neuer Erfolg zu teil, auf den derselbe nicht geringen Wert legen musste. Am ersten Tag der Synode, die der Papst Anfang Januar 1047 in Rom abhielt, erneuerte sich durch Anspruch des Erzbischofs von Mailand der Streit um den Vorrang, der zwischen den drei großen Metropoliten Italiens, den Erzbischöfen von Mailand und Ravenna und dem Patriarchen von Aquileja, seit langer Zeit bestand und schon am Krönungstag Kaiser Konrads II. (26. März 1027) zu ärgerlichen Auftritten geführt hatte, damals aber unter dem Einfluss des mächtigen Erzbischofs Aribert zu Gunsten von Mailand „auf ewige Zeiten“ entschieden worden war. Papst Clemens leitete nun ein förmliches Rechtsverfahren über die Frage ein und bekräftigte das zu Gunsten von Ravenna ausfallende Erkenntnis der Synode durch eine Bulle, welche Hunfried und allen Amtsnachfolgern desselben das Recht verlieh, als dem Range nach Erste unter den Metropoliten dem Papste bei Anwesenheit des Kaisers zunächst zur Linken, ist der Kaiser aber nicht anwesend, zur rechten Seite des Papstes, am Platze des Kaisers, zu sitzen. Das Erkenntnis hatte neben der gesamten Geistlichkeit von Rom auch der anwesende deutsche Bischof Poppo von Brixen befürwortet. Nur natürlich erscheint es nach diesen Vorgängen, dass Hunfried während der Regierungszeit Papst Clemens II. († 9. Oktober 1047) und auch als diesem Bischof Poppo als Papst Damasus II. (17. Juli – 9. August 1048) auf dem päpstlichen Stuhl folgte, in ungetrübtem Genuss seiner Stellung blieb. Als aber Kaiser Heinrich den Bischof von Toul zum Papst erhob und dieser am 12. Februar 1049 unter dem Namen Leo IX. geweiht, nicht nur die Angelegenheiten der Kirchenreform, sondern auch die Wiederherstellung des Ansehens und der Rechte des päpstlichen Stuhles, die unter den vergangenen Wirren mannigfach gelitten hatten, kräftig in die Hand und fast vergessene Ansprüche Rom auf das Exarchat wieder aufnahm, trat 1050 Zwiespalt zwischen ihm und Erzbischof Hunfried ein. Auf der Synode zu Vercelli, im September 1050, kam es zu Auftritten zwischen beiden, in deren Folge Hunfried mit Kirchenstrafe belegt und in seinem Amt suspendiert wurde. Als der Papst hierauf nach Deutschland ging und Anfang Februar 1051 mit dem Kaiser in Augsburg zusammenkam, wurde Erzbischof Hunfried dahin beschieden. Auf Befehl des Kaisers musste Hunfried hier, angesichts der versammelten Bischöfe, dem Papst fußfällig Abbitte leisten, benahm sich aber dabei so höhnisch, indem er mit spottenden Zügen sich wieder erhob, dass Papst Leo, der ihn der göttlichen Gnade nach dem Maß seiner aufrichtigen Buße versichert hatte, wehklagend ausgerufen haben soll: „O wehe, dieser Unselige ist tot!“ Bald nach seiner Rückkehr nach Ravenna oder noch während der Reise dahin erkrankte der Erzbischof und als er am 24. August 1051 starb, schrieben die Einen sein unerwartetes Ende dem von ihm in Augsburg bezeigten Frevelmut, Andere einer Vergiftung zu.